# 30 monedas
30 monedas és una sèrie de televisió espanyola de misteri i terror dirigida per Álex de la Iglesia, amb guió d'aquest i de Jorge Guerricaechevarría. El títol de la sèrie fa referència a les 30 monedes per les quals Judes Iscariot va trair a Jesucrist. Es va estrenar el 29 de novembre de 2020 a HBO España i és protagonitzada per Eduard Fernández, Miguel Ángel Silvestre, Megan Montaner, Macarena Gómez i Manolo Solo, entre d'altres.
La sèrie preestrenó el seu primer episodi l'11 de setembre en la Secció Oficial del Festival de Cinema Fantàstic de Sitges.

## Sinopsi
El pare Vergara (Eduard Fernández), exorcista de professió, boxador i expresidiari, viu a Pedraza, un poble de Segòvia, per oblidar el seu passat i començar una nova vida. No obstant això, aviat comencen a ocórrer fenòmens paranormals al lloc i haurà de comptar amb l'ajuda de Paco, l'alcalde (Miguel Ángel Silvestre), i Elena, la veterinària del poble (Megan Montaner), per resoldre el misteri d'una moneda de Vergara que podria formar part de les trenta amb les quals es va pagar a Judes la seva traïció a Jesucrist. Els tres protagonistes acabaran en el centre d'una conspiració global que involucra a la pròpia Santa Seu i que amenaça el món com el coneixem.

## Repartiment

### Repartiment principal
- Eduard Fernández - Pare Manuel Vergara
- Megan Montaner - Elena Echevarría
- Miguel Ángel Silvestre - Paco
- Macarena Gómez - Mercedes "Merche" Gandía
- Pepón Nieto - Sergent Lagunas
- Manolo Solo - Cardenal Fabio Santoro (Episodi 2 - Episodi 8)
- Cosimo Fusco - Angelo (Episodi 4 - Episodi 8)
- Manuel Tallafé - Enrique (Episodi 2 - Episodi 8)

### Repartiment secundari
- Francisco Reyes - Lagrange (Episodi 1; Episodi 4 - Episodi 6; Episodi 8)
- Álvaro Manso - Román (Episodi 1; Episodi 3 - Episodi 8)
- José Alias - Curro (Episodi 1; Episodi 3 - Episodi 5; Episodi 7)
- Javier Bódalo - Antonio (Episodi 1 - Episodi 4; Episodi 6 - Episodi 8)
- Alberto Bang - Ricardo "Richi", fill d'Enrique (Episodi 1 - Episodi 3; Episodi 6 - Episodi 7)
- Nourdín Batán - Jaime (Episodi 1 - Episodi 3; Episodi 7)
- Óscar Ortuño - Nacho (Episodi 1 - Episodi 3)
- Jaime Ordóñez - Tomás, l'apotecari (Episodi 1 - Episodi 3; Episodi 7)
- Beatriz Olivares - Isabel (Episodi 1 - Episodi 3; Episodi 5 - Episodi 8)
- Nacho Braun - Juan Carlos (Episodi 1 - Episodi 3; Episodi 5 - Episodi 7)
- Paco Tous - Jesús Agreda García, pare de Trini † (Episodi 1; Episodi 4 - Episodi 6)
- Aten Soria - Rosario, mare de Trini (Episodi 1; Episodi 5 - Episodi 7)
- Alba de la Fuente - Trini (Episodi 1; Episodi 5 - Episodi 7)
- Mariano Venancio - Marcelo (Episodi 1; Episodi 3 - Episodi 8)
- Pat Aguiló - Remedios (Episodi 1; Episodi 3 - Episodi 4; Episodi 6 - Episodi 8)
- Riccardo Frascari - Giacomo (Episodi 1; Episodi 3; Episodi 7 - Episodi 8)
- Antonio Velázquez - Roque † (Episodi 2; Episodi 4 - Episodi 6)
- Juan Viadas - Rogelio (Episodi 2 - Episodi 3; Episodi 5 - Episodi 7)
- Abril Montilla - Elvira (Episodi 2 - Episodi 3)
- Secun de la Rosa - Martín, pare de Sole (Episodi 2; Episodi 4; Episodi 7 - Episodi 8)
- Elena González - Concha, esposa de Enrique (Episodi 2 - Episodi 3; Episodi 7)
- Isabel Bernal - Susana, l'apotecària (Episodi 2 - Episodi 3; Episodi 7)
- Lola Rojo - Consuelo (Episodi 3 - Episodi 4; Episodi 6 - Episodi 8)
- Elisa Matilla - Felisa (Episodi 3 - Episodi 4; Episodi 6 - Episodi 8)
- Paula Soldevila - María José (Episodi 3 - Episodi 4; Episodi 6 - Episodi 8)
- Alicia San Lorenzo - Fina (Episodi 3; Episodi 7 - Episodi 8)
- Mafalda Carbonell - Lourdes (Episodi 3; Episodi 7 - Episodi 8)
- Enrique Martínez - Ramiro (Episodi 3; Episodi 7 - Episodi 8)
- Julián Valcárcel - Ernesto (Episodi 3; Episodi 5; Episodi 7 - Episodi 8)
- María Jesús Hoyos - Anciana mil·lenària (Episodi 4 - Episodi 5; Episodi 7 - Episodi 8)
- Víctor Clavijo - Mario † (Episodi 4 - Episodi 5)
- Leonardo Nigro - Sandro † (Episodi 4 - Episodi 5)
- Nuria González - María Salcedo (Episodi 6 - Episodi 8)
- Greta Fernández - Cristina Miralles (Episodi 6 - Episodi 8)

### Repartiment episódic
- Vicente León - Ancià Ginebra (Episodi 1)
- Carmen Machi - Carmen (Episodi 1)
- Antonio Durán Morris - Alonso † (Episodi 1)
- Aitana Granados - Bebé (Episodi 1)
- Manuel Prieto - Nen aranya (Episodi 1)
- Carla Campra - Vane (Episodi 2)
- Carla Tous - Sole (Episodi 2; Episodi 6)
- Pilar Pintre - Mari Carmen, mare d'Elvira (Episodi 2)
- Ricardo Lacámara - Hombre gran † (Episodi 2)
- Antonio Vico - Hombre de las flores † (Episodi 2)
- Johnny Melville - Ancià NY (Episodi 3)
- Massimo Ferroni - Papa (Episodi 4)
- Luigi Diberti - Lombardi (Episodi 4; Episodi 6)
- Bruno Zito – Sacerdot Bruno (Episodi 4; Episodi 8)
- Jorge Andreu - Manuel Vergara nen (Episodi 5)
- Marcial Álvarez - Pare de Vergara (Episodi 5)
- Fátima Baeza - Mare de Vergara (Episodi 5)
- Tony Lam - Chef (Episodi 5)
- Chelo Vivares - Piedad (Episodi 6)
- Noureddine El Attab - Ahmed (Episodi 6 - Episodi 7)
- Vincent Furic - Doorman (Episodi 6)
- Bianca Kovacs - Susanne (Episodi 7)
- Eva Cañadas - María (Episodi 7)
- Eric Nguyen - Asiàtic (Episodi 8)

Amb la col·laboració especial de
- Carlos Bardem com Cura (Episodi 8)

## Capítols
| Núm. | Títol                | Direcció           | Guió                                          | Data d'emissió original |
| ---- | -------------------- | ------------------ | --------------------------------------------- | ----------------------- |
| 1    | «Telarañas»          | Álex de la Iglesia | Álex de la Iglesia i Jorge Guerricaechevarría | 29 de novembre de 2020  |
| 2    | «Ouija»              | Álex de la Iglesia | Álex de la Iglesia i Jorge Guerricaechevarría | 6 de desembre de 2020   |
| 3    | «El Espejo»          | Álex de la Iglesia | Álex de la Iglesia i Jorge Guerricaechevarría | 13 de desembre de 2020  |
| 4    | «Recuerdos»          | Álex de la Iglesia | Álex de la Iglesia i Jorge Guerricaechevarría | 20 de desembre de 2020  |
| 5    | «El doble»           | Álex de la Iglesia | Álex de la Iglesia i Jorge Guerricaechevarría | 27 de desembre de 2020  |
| 6    | «Guerra Santa»       | Álex de la Iglesia | Álex de la Iglesia i Jorge Guerricaechevarría | 3 de gener de 2021      |
| 7    | «La caja de cristal» | Álex de la Iglesia | Álex de la Iglesia i Jorge Guerricaechevarría | 10 de gener de 2021     |
| 8    | «Sacrificio»         | Álex de la Iglesia | Álex de la Iglesia i Jorge Guerricaechevarría | 17 de gener de 2021     |

## Recepció

### Reconeixements
| Any  | Premiación        | Categoria                               | Nominat(s)       | Resultat | Ref.  |
| ---- | ----------------- | --------------------------------------- | ---------------- | -------- | ----- |
| 2021 | VIII Premis Feroz | Millor sèrie dramàtica                  | 30 Monedas       | Nominat  | [ 6 ] |
| 2021 | VIII Premis Feroz | Millor interpretació masculina en sèrie | Eduard Fernández | Nominat  | [ 6 ] |
| 2021 | VIII Premis Feroz | Millor interpretació femenina en sèrie  | Megan Montaner   | Nominat  | [ 6 ] |
| 2021 | VIII Premis Feroz | Millor actor de repartiment en sèrie    | Manolo Solo      | Nominat  | [ 6 ] |
| 2021 | VIII Premis Feroz | Millor actriu de repartiment en sèrie   | Macarena Gómez   | Nominat  | [ 6 ] |
| 2021 | VIII Premis Feroz | Millor actriu de repartiment en sèrie   | Carmen Machi     | Nominat  | [ 6 ] |